# 계관석

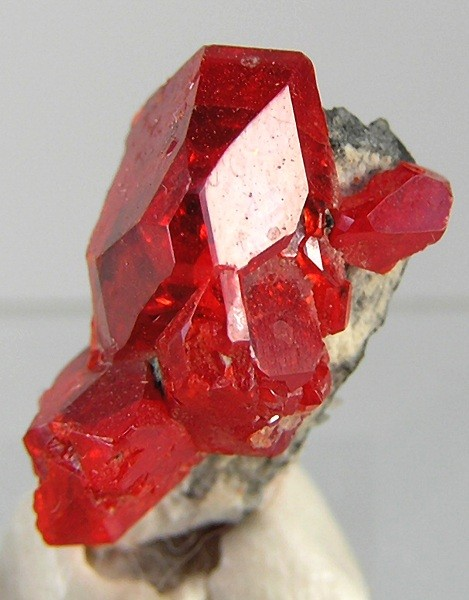

계관석(鷄冠石, Realgar)은 화학식 α-As4S4를 갖는 황화 비소 광물이다. 단사정계 결정, 또는 과립형, 치밀형 또는 분말 형태로 발생하는 부드럽고 분절적인 광물이며, 종종 관련된 광물인 웅황(As2S3)과 함께 사용된다. 이 물질은 주황색-적색이며 320 °C에서 녹고 푸른 불꽃을 내며 비소와 유황의 연기를 방출한다. 계관석은 모스 경도가 1.5에서 2로 부드럽고 비중은 3.5이다. 줄무늬는 주황색이다. 계관석의 영단어 realgar는 아랍어 rahj al-ġār(رهج الغار, "광산의 가루")에서 중세 라틴어를 통해 유래했으며 영어로 된 최초의 기록은 1390년대이다.

## 같이 보기
- 광물 목록